# Konzervativní strana (Spojené království)
Konzervativní a unionistická strana (anglicky Conservative and Unionist Party), která je spíše známá jako Konzervativní strana (Conservative Party), je pravicová politická strana ve Velké Británii. Moderní forma strany se vytvářela v první polovině 19. století. Je nástupcem strany Toryů, která byla založena roku 1678 a její členové bývají často označováni jako toryové. Na počátku 20. století byla také známá jako Unionistická strana, poté vytvořila spojenectví s částí Liberální strany, označovanou jako Liberální unionisté, která nesouhlasila se zbytkem své strany v otázce irské autonomie.
Konzervativní strana vládla Spojenému království po dvě třetiny 20. století. Od listopadu 2024 je vůdkyní strany bývalá ministryně pro ženy a rovné příležitosti, ministryně obchodu a předsedkyně obchodní rady Kemi Badenochová, která nahradila ve vedení bývalého ministerského předsedu Rishiho Sunaka, který byl vůdcem od října 2022. Badenochová se stala šestou lídryní strany od roku 2016. O funkci předsedy strany se od listopadu 2024 dělí Nigel Huddleston a Dominic Johnson.

## Historie
Kořeny strany pochází z frakce, která v 18. století vznikla ve straně Whigů a soustředila se kolem Williama Pitta mladšího. Původně byli označováni jako nezávislí Whigové a po Pittově smrti se začali označovat Toryové. Jednalo se o narážku na Torye, politickou skupinu, která existovala od roku 1678, ale neměla organizační vztah ke skupině Pittových spojenců. Asi od roku 1812 se pojem Toryové začal používat pro novou stranu.
Ve 20. letech pak George Canning poprvé pro stranu použil termín konzervativní. Oficiálně byl tento název přijat okolo roku 1834 v době, kdy byl jejím vůdcem Robert Peel a v souvislosti s vydáním Tamworthského manifestu.
Rozšíření volebního práva přimělo stranu popularizovat svou koncepci pod vedením Edwarda Smith-Stanleye a Benjamina Disraeliho. Roku 1888 byla vytvořena aliance s Liberálně unionistickou stranou a pod vedením Roberta Cecila a Arthura Balfoura vládla následujících téměř dvacet let až do drtivé porážky roku 1906, kdy ve straně došlo k rozkolu v otázce volného obchodu.
V období první světové války se konzervativci zapojili do koaliční vlády za účasti všech stran, jejíž funkční období skončilo roku 1922. Rozchod iniciovali Andrew Bonar Law a Stanley Baldwin a konzervativci byli vládní stranou až do roku 1931, kdy vstoupili do vlády národní koalice, která později pod vedením Winstona Churchilla provedla zemi obdobím druhé světové války. V poválečném období strana podporovala některá opatření sociálního státu, i když Churchill, Anthony Eden, Harold Macmillan i Alec Douglas-Home pokračovali v podpoře relativně liberálních omezení trhu a menších státních intervencí.
Vláda Edwarda Heatha uskutečnila zapojení Velké Británie do Evropské unie, ale nebyla schopna vzdorovat tlaku odborů v době hospodářského poklesu a velkých stávek. Po nástupu Margaret Thatcherové začala strana uplatňovat monetaristickou politiku, podporovala volný trh a provedla privatizaci státem vlastněných společností. V zahraniční politice dosáhla vítězství ve válce o Falklandy. V době nástupu Johna Majora byla vláda populární, a to i poté, co se hospodářství dostalo do recese. Vlivem pokračujícího poklesu hospodářství musel značný počet obyvatel prodat své domy, nezaměstnanost narůstala, vláda se stávala nepopulární a ve volbách roku 1997 byla poražena Labouristickou stranou.
V následujících letech byli konzervativci v opozici. Poté, co 6. května 2005 rezignoval jejich vůdce Howard, byl do čela strany zvolen David Cameron. Po svém zvolení vyjádřil nutnost reformy strany a posunu jejich programu do centra tak, aby se stala přitažlivější pro mladé, liberální voliče. Rovněž vyslovil svůj obdiv k Margaret Thatcherové, i když sám sebe neoznačil za thatcheristu. Následně začalo docházet k příklonu voličů ke Konzervativní straně, což se mimo jiné projevilo[zdroj?] vítězstvím jejího kandidáta Borise Johnsona, který se v květnu 2008 stal prvním konzervativním londýnským starostou.

## Současná politika

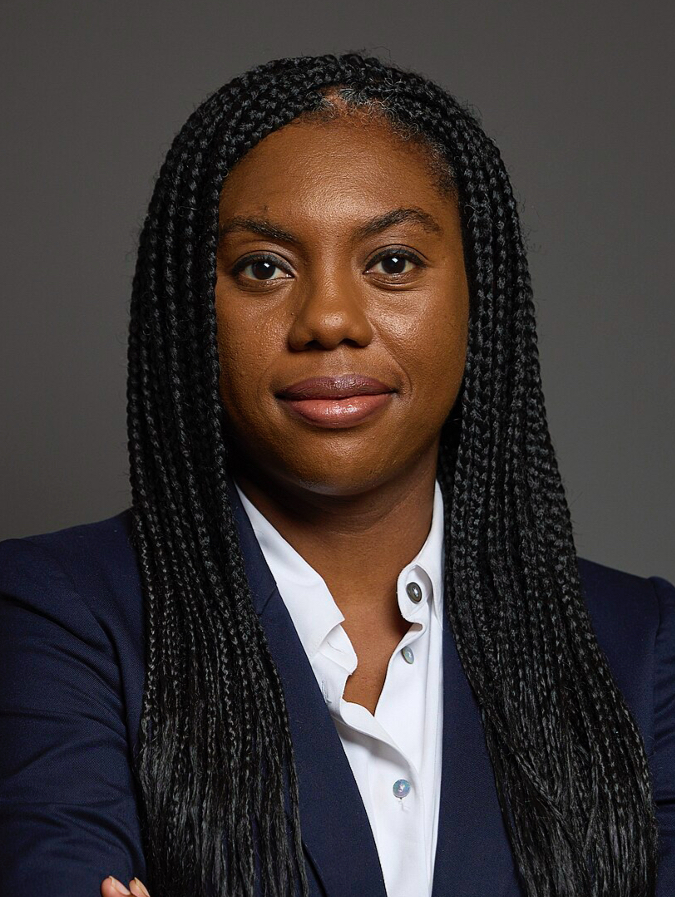
Kemi Badenochová, od listopadu 2024 vůdkyně strany poté, co v čele vystřídala Rishiho Suanaka

Po zvolení Davida Camerona se politika strany zaměřuje na sociální problematiku a kvalitu života, do popředí se dostávají témata životního prostředí, vládní služby (zdravotnictví, imigrace) a školství.
Strana prosazuje zachování jednotného státu a nesouhlasí se zvětšováním skotské nezávislosti. Místo toho prosazuje decentralizaci státní správy, i když respektuje již vzniklý skotský parlament a velšský sněm.
V ekonomické oblasti konzervativci vystupují ostře vůči přijetí eura ve Velké Británii. V daňové oblasti podporují snížení přímých daní, zastavení růstu daní a snížení vládních výdajů.
Strana kritizovala labouristický multikulturalismus, který podle ní vytvořil kulturní vakuum. Pod vedením Davida Camerona však výrazně odklonila od tradičního konzervativismu směrem k sociálně liberálním a levicovějším pozicím a změnila i styl své prezentace. Začala se zaměřovat i na voliče z řad neevropských imigrantů. Došlo k setření posledních signifikantních rozdílů mezi Konzervativní stranou a New Labour. Ve volebním programu slíbila zvýšení školného a zastavení růstu platů ve veřejném sektoru a zvýšeni věku pro odchod do důchodu.
V rámci zahraničních vztahů má být pokračováno ve zvláštních vztazích se Spojenými státy, aktivním zapojení mezinárodních seskupení NATO a Commonwealth a podpoře volného mezinárodního obchodu.
Ve straně převládá euroskeptický tábor. Strana aktivně bojovala proti přijetí Lisabonské smlouvy, která podle ní převádí příliš mnoho suverenity do Bruselu. Nicméně její představitelé uvedli, že nebudou jednání o této smlouvě po její ratifikaci znovu otevírat.

## Významní členové strany
- Benjamin Disraeli
- Neville Chamberlain
- Winston Churchill
- Harold Macmillan
- Alec Douglas-Home
- Margaret Thatcherová
- John Major
- David Cameron
- Theresa Mayová
- Boris Johnson

## Volební výsledky

### Všeobecné volby
| Volby                                      | Lídr                 | Hlasy      | Hlasy | Mandáty | Mandáty | Pozice | Vláda   |
| Volby                                      | Lídr                 | Abs.       | %     | Abs.    | ±       | Pozice | Vláda   |
| ------------------------------------------ | -------------------- | ---------- | ----- | ------- | ------- | ------ | ------- |
| 1835                                       | Robert Peel          | 261 269    | 40,8  | 273/658 | ▲98     | ▬ 2.   | opozice |
| 1837                                       | Robert Peel          | 379 694    | 48,3  | 314/658 | ▲41     | ▬ 2.   | opozice |
| 1841                                       | Robert Peel          | 379 694    | 56,9  | 367/658 | ▲53     | ▲ 1.   | vláda   |
| 1847                                       | Hrabě z Derby        | 205 481    | 42,7  | 325/656 | ▼42     | ▬ 1.   | opozice |
| 1852                                       | Hrabě z Derby        | 311 481    | 41,9  | 330/654 | ▲5      | ▬ 1.   | vláda   |
| 1857                                       | Hrabě z Derby        | 239 712    | 34,0  | 264/654 | ▼66     | ▼ 2.   | opozice |
| 1859                                       | Hrabě z Derby        | 193 232    | 34,3  | 298/654 | ▲34     | ▬ 2.   | opozice |
| 1865                                       | Hrabě z Derby        | 346 035    | 40,5  | 289/658 | ▼9      | ▬ 2.   | opozice |
| 1868                                       | Benjamin Disraeli    | 903 318    | 38,4  | 271/658 | ▼18     | ▬ 2.   | opozice |
| 1874                                       | Benjamin Disraeli    | 1 091 708  | 44,3  | 350/652 | ▲79     | ▲ 1.   | vláda   |
| 1880                                       | Benjamin Disraeli    | 1 462 351  | 42,5  | 237/652 | ▼113    | ▼ 2.   | opozice |
| 1885                                       | Markýz ze Salisbury  | 2 020 927  | 43,5  | 247/670 | ▲10     | ▬ 2.   | opozice |
| 1886                                       | Markýz ze Salisbury  | 1 520 886  | 51,1  | 317/670 | ▲70     | ▲ 1.   | vláda   |
| 1892                                       | Markýz ze Salisbury  | 2 159 150  | 47,0  | 268/670 | ▼49     | ▼ 2.   | opozice |
| 1895                                       | Markýz ze Salisbury  | 1 894 772  | 49,0  | 340/670 | ▲72     | ▲ 1.   | vláda   |
| 1900                                       | Markýz ze Salisbury  | 1 767 958  | 50,3  | 335/670 | ▼5      | ▬ 1.   | vláda   |
| 1906                                       | Arthur Balfour       | 2 422 071  | 43,4  | 131/670 | ▼204    | ▼ 2.   | opozice |
| leden 1910                                 | Arthur Balfour       | 3 104 407  | 46,8  | 240/670 | ▲109    | ▬ 2.   | opozice |
| prosinec 1910                              | Arthur Balfour       | 2 420 169  | 46,6  | 235/670 | ▼5      | ▬ 2.   | opozice |
| Sloučení s Liberálně unionistickou stranou |                      |            |       |         |         |        |         |
| 1918                                       | Andrew Bonar Law     | 3 472 738  | 33,3  | 379/707 | ▲108    | ▲ 1.   | vláda   |
| 1922                                       | Andrew Bonar Law     | 5 294 465  | 38,5  | 344/615 | ▼35     | ▬ 1.   | vláda   |
| 1923                                       | Stanley Baldwin      | 5 286 159  | 38,0  | 258/625 | ▼86     | ▬ 1.   | opozice |
| 1924                                       | Stanley Baldwin      | 7 418 983  | 46,8  | 412/615 | ▲124    | ▬ 1.   | vláda   |
| 1929                                       | Stanley Baldwin      | 8 252 527  | 38,1  | 260/615 | ▼152    | ▼ 2.   | opozice |
| 1931                                       | Stanley Baldwin      | 11 377 022 | 55,0  | 470/615 | ▲210    | ▲ 1.   | vláda   |
| 1935                                       | Stanley Baldwin      | 10 025 083 | 47,8  | 386/615 | ▼83     | ▬ 1.   | vláda   |
| 1945                                       | Winston Churchill    | 8 716 211  | 36,2  | 197/640 | ▼189    | ▼ 2.   | opozice |
| 1950                                       | Winston Churchill    | 11 507 061 | 40,0  | 282/625 | ▲85     | ▬ 2.   | opozice |
| 1951                                       | Winston Churchill    | 13 724 418 | 48,0  | 302/625 | ▲20     | ▲ 1.   | vláda   |
| 1955                                       | Anthony Eden         | 13 310 891 | 49,7  | 324/630 | ▲22     | ▬ 1.   | vláda   |
| 1959                                       | Harold Macmillan     | 13 750 875 | 49,4  | 345/630 | ▲21     | ▬ 1.   | vláda   |
| 1964                                       | Alec Douglas-Home    | 12 002 642 | 43,4  | 298/630 | ▼47     | ▼ 2.   | opozice |
| 1966                                       | Edward Heath         | 11 418 455 | 41,9  | 250/630 | ▼48     | ▬ 2.   | opozice |
| 1970                                       | Edward Heath         | 13 145 123 | 46,4  | 330/630 | ▲80     | ▲ 1.   | vláda   |
| únor 1974                                  | Edward Heath         | 11 872 180 | 37,9  | 297/635 | ▼33     | ▼ 2.   | opozice |
| říjen 1974                                 | Edward Heath         | 10 462 565 | 35,8  | 277/635 | ▼20     | ▬ 2.   | opozice |
| 1979                                       | Margaret Thatcherová | 13 697 923 | 43,9  | 339/635 | ▲62     | ▲ 1.   | vláda   |
| 1983                                       | Margaret Thatcherová | 13 012 316 | 42,4  | 397/650 | ▲38     | ▬ 1.   | vláda   |
| 1987                                       | Margaret Thatcherová | 13 760 935 | 42,2  | 376/650 | ▼21     | ▬ 1.   | vláda   |
| 1992                                       | John Major           | 14 093 007 | 41,9  | 336/651 | ▼40     | ▬ 1.   | vláda   |
| 1997                                       | John Major           | 9 600 943  | 30,7  | 165/659 | ▼171    | ▼ 2.   | opozice |
| 2001                                       | William Hague        | 8 357 615  | 31,7  | 166/659 | ▲1      | ▬ 2.   | opozice |
| 2005                                       | Michael Howard       | 8 785 941  | 32,4  | 198/646 | ▲32     | ▬ 2.   | opozice |
| 2010                                       | David Cameron        | 10 704 647 | 36,1  | 306/650 | ▲108    | ▲ 1.   | vláda   |
| 2015                                       | David Cameron        | 11 334 920 | 36,9  | 330/650 | ▲24     | ▬ 1.   | vláda   |
| 2017                                       | Theresa Mayová       | 13 632 914 | 42,3  | 317/650 | ▼13     | ▬ 1.   | vláda   |
| 2019                                       | Boris Johnson        | 13 966 451 | 43,6  | 365/650 | ▲48     | ▬ 1.   | vláda   |
| 2024                                       | Rishi Sunak          | 6 827 311  | 23,7  | 121/650 | ▼244    | ▼ 2.   | opozice |

### Evropský parlament
| Volby | Lídr                 | Hlasy     | Hlasy | Mandáty | Mandáty | Pozice |
| Volby | Lídr                 | Abs.      | %     | Abs.    | ±       | Pozice |
| ----- | -------------------- | --------- | ----- | ------- | ------- | ------ |
| 1979  | Margaret Thatcherová | 6 508 492 | 48,4  | 60/81   |         | 1.     |
| 1984  | Margaret Thatcherová | 5 426 866 | 38,8  | 45/81   | ▼15     | ▬1.    |
| 1989  | Margaret Thatcherová | 5 331 077 | 34,7  | 32/81   | ▼13     | ▼2.    |
| 1994  | John Major           | 4 274 122 | 26,8  | 18/87   | ▼14     | ▬2.    |
| 1999  | William Hague        | 3 578 218 | 35,8  | 36/87   | ▲18     | ▲1.    |
| 2004  | Michael Howard       | 4 397 087 | 26,7  | 27/78   | ▼9      | ▬1.    |
| 2009  | David Cameron        | 4 281 286 | 27,7  | 26/72   | ▼1      | ▬1.    |
| 2014  | David Cameron        | 3 792 549 | 23,1  | 19/73   | ▼7      | ▼3.    |
| 2019  | Theresa Mayová       | 1 512 809 | 8,8   | 4/73    | ▼15     | ▼5.    |

### Skotský parlament
| Volby | Volební obvody | Volební obvody | Volební regiony | Volební regiony | Celkem | ±   | Pozice | Postavení |
| Volby | %              | Mandáty        | %               | Mandáty         | Celkem | ±   | Pozice | Postavení |
| ----- | -------------- | -------------- | --------------- | --------------- | ------ | --- | ------ | --------- |
| 1999  | 15,6 %         | 0/73           | 15,3 %          | 18/56           | 18/129 | ▬0  | ▬3.    | opozice   |
| 2003  | 16,6 %         | 3/73           | 15,5 %          | 15/56           | 18/129 | ▬0  | ▬3.    | opozice   |
| 2007  | 16,6 %         | 4/73           | 13,9 %          | 13/56           | 17/129 | ▼1  | ▬3.    | opozice   |
| 2011  | 13,9 %         | 3/73           | 12,4 %          | 12/56           | 15/129 | ▼2  | ▬3.    | opozice   |
| 2016  | 22,0 %         | 7/73           | 22,9 %          | 24/56           | 31/129 | ▲16 | ▲2.    | opozice   |
| 2021  | 21,9 %         | 5/73           | 23,5 %          | 26/56           | 31/129 | ▬0  | ▬2.    | opozice   |

### Velšské shromáždění
| Volby | Volební obvody | Volební obvody | Volební regiony | Volební regiony | Celkem | ±  | Pozice | Postavení |
| Volby | %              | Mandáty        | %               | Mandáty         | Celkem | ±  | Pozice | Postavení |
| ----- | -------------- | -------------- | --------------- | --------------- | ------ | -- | ------ | --------- |
| 1999  | 15,8 %         | 1/40           | 16,5 %          | 8/20            | 9/60   | ▬0 | ▬3,    | opozice   |
| 2003  | 19,9 %         | 1/40           | 19,2 %          | 10/20           | 11/60  | ▲2 | ▬3.    | opozice   |
| 2007  | 22,4 %         | 5/40           | 21,4 %          | 7/20            | 12/60  | ▲1 | ▬3.    | opozice   |
| 2011  | 25,0 %         | 6/40           | 22,5 %          | 8/20            | 14/60  | ▲2 | ▲2.    | opozice   |
| 2016  | 21,1 %         | 6/40           | 18,8 %          | 5/20            | 11/60  | ▼3 | ▼3.    | opozice   |
| 2021  | 26,1 %         | 8/40           | 25,1 %          | 8/20            | 16/60  | ▲5 | ▲2.    | opozice   |